# Enes luzonicus
Enes luzonicus là một loài bọ cánh cứng trong họ Cerambycidae.